# Lampona flavipes
Lampona flavipes är en spindelart som beskrevs av Ludwig Carl Christian Koch 1872. Lampona flavipes ingår i släktet Lampona och familjen Lamponidae. Inga underarter finns listade i Catalogue of Life.